# Érick Ávalos
Érick Alejandro Ávalos Alejo (Ciudad Benito Juárez, Nuevo León, 21 de abril de 2000) es un futbolista mexicano que juega como defensa en el Chihuahua Fútbol Club de la Liga Segunda División.

## Trayectoria

### Tigres de la UANL
Debutó el sábado 10 de abril de 2021 en la derrota 1-3 de los felinos ante el Club América, ingresando al 74' por Luis Quiñones.
Actualmente jugador de Chihuahua fc